# Kenneth Dover

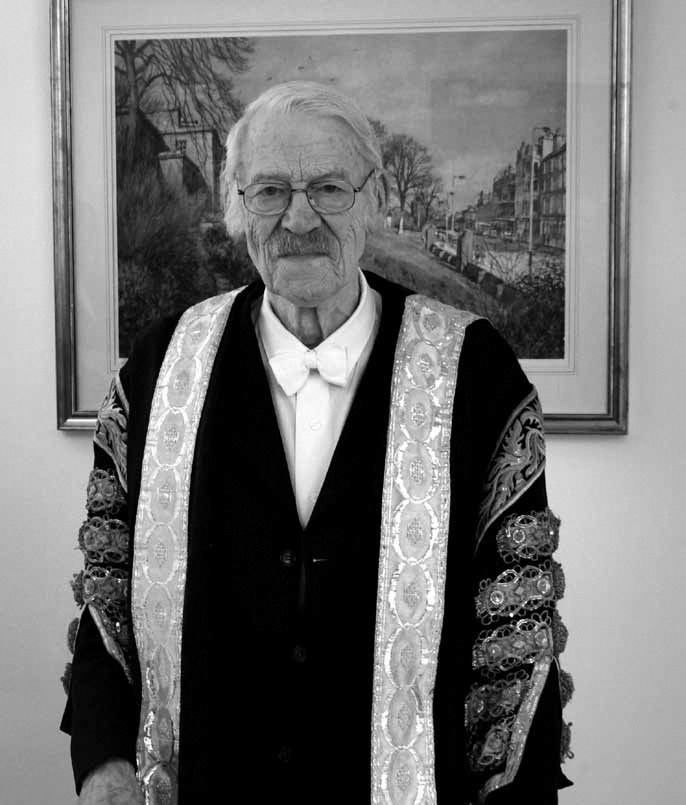
Kenneth Dover

Kenneth James Dover (Londen, 11 maart 1920 - St Andrews (Schotland), 7 maart 2010) was een Engels classicus en een van de belangrijkste hoogleraren Oudgrieks van zijn tijd.
Dover ging naar de St Paul's School in Londen, waar hij zijn liefde voor het Grieks opdeed, en ging in 1938 aan Balliol College van de Universiteit van Oxford klassieke talen studeren. Tijdens de Tweede Wereldoorlog deed hij dienst bij de artillerie in het Achtste Leger en nam deel aan de woestijnoorlog in Afrika en in 1944 aan de Slag om Monte Cassino. Na de oorlog hervatte hij zijn studie in Oxford, waar hij in 1948 docent werd aan Balliol College. Hij trouwde in 1947 met Audrey Latimer, met wie hij een zoon Alan en een dochter Catherine kreeg. Zijn vrouw zou kort voor hem in 2009 overlijden.
Van 1955 tot 1976 bezette hij de leerstoel Grieks aan de Universiteit van St Andrews en van 1981 tot aan zijn pensionering in december 2005 stond hij aan het hoofd van deze universiteit als 'chancellor'. Van 1976 tot 1986 was hij voorzitter van Corpus Christi College in Oxford. In de jaren 1978-1981 was hij bovendien voorzitter van de British Academy, waarvan hij al sinds 1966 lid was. 
Dover publiceerde over talloze onderwerpen uit de Griekse literatuur en cultuur. Zijn commentaar op de Wolken van Aristophanes uit 1968, waarin hij gedetailleerd inging op de seksuele grappen, werd nog koel ontvangen. Maar hij ging verder op zijn weg om realistisch en niet idealiserend over de Grieken te schrijven en publiceerde in 1972 zijn Aristophanic Comedy en in 1978 zijn baanbrekende Greek Homosexuality, dat sindsdien als een standaardwerk over dit onderwerp geldt. Over de opvattingen van de gewone Griek schreef hij Greek Popular Morality in the Time of Plato and Aristotle (1974), dat hij zelf als zijn beste werk beschouwde. Hij schreef verder o.a. commentaren op Thucydides (1965-81), op Theocritus (1971) en op Plato's Symposium (minder goed ontvangen). 
In 1994 publiceerde hij zijn autobiografie Marginal Comment, waarin hij zeer open en eerlijk over zichzelf schreef, ook over zijn seksualiteit. Hij beschreef zichzelf als iemand met een enorme drang om het burgerlijke milieu te ontstijgen. Ook beschreef hij hoe hij tijdens zijn jaren op Corpus Christi College met het plan rondliep om de historicus Trevor Aston, die door zijn gedrag de reputatie van het College besmeurde, uit de weg te ruimen. Het leidde tot opschudding in de Britse pers.
Hij had eredoctoraten van de universiteiten van  Oxford, St Andrews, Birmingham, Bristol, Londen, Durham, Liverpool en Oglethorpe. 

## Werken  (selectie)
- Greek Word Order, 1960
- Aristophanic Comedy, 1972
- Greek Popular Morality in the Time of Plato and Aristotle, 1974
- Greek Homosexuality, 1978
- The Greeks and their Legacy, 1989
- Marginal Comment, 1994 (autobiografie)
- The Evolution of Greek Prose Style, 1997